# Sergei Chmelinin
Sergei Chmelinin (* 24. Juni 1963) ist ein ehemaliger sowjetischer Radrennfahrer und Weltmeister im Radsport.

## Sportliche Laufbahn
Bei den UCI-Bahn-Weltmeisterschaften 1987 gewann er mit Wjatscheslaw Jekimow, Alexander Krasnow und Wiktor Manakow den Titel im Mannschaftszeitfahren vor dem Bahnvierer aus der DDR. 1986 gewann er den nationalen Titel in der Mannschaftsverfolgung auf der Winterbahn.